# Cardston
Cardston är en ort i Kanada.   Den ligger i provinsen Alberta, i den södra delen av landet, 2 800 km väster om huvudstaden Ottawa. Cardston ligger 1 136 meter över havet och antalet invånare är 3 654.
Terrängen runt Cardston är lite kuperad. Trakten runt Cardston är nära nog obefolkad, med mindre än två invånare per kvadratkilometer.. Det finns inga andra samhällen i närheten.
Trakten runt Cardston består till största delen av jordbruksmark.